# تپه ۴۵۷ مزارع کشت و صنعت کارون
تپه ۴۵۷ مزارع کشت و صنعت کارون مربوط به دوره عیلامیان - دوران‌های تاریخی پس از اسلام است و در شوشتر، مزارع کشت و صنعت کارون اداره چهارم واقع شده و این اثر در تاریخ ۹ اردیبهشت ۱۳۸۲ با شمارهٔ ثبت ۸۳۶۲ به‌عنوان یکی از آثار ملی ایران به ثبت رسیده است.